# ТЕС Бая-де-Біскайя
ТЕС Бая-де-Біскайя (Bahia de Bizkaia) – теплова електростанція на півночі Іспанії. 
В 2003 році на майданчику станції ввели в дію парогазовий блок комбінованого циклу потужністю 790 МВт, в кожному дві газові турбіни потужністю по 254 МВт живлять через відповідну кількість котлів-утилізаторів одну парову турбіну з показником 282 МВт. 
Як паливо станція використовує природний газ, що надходить через термінал для імпорту природного газу Більбао ЗПГ.
Видалення продуктів згоряння відбувається через димар заввишки 125 метрів.
Для охолодження використовують морську воду, при цьому організували незвичну систему рециркуляції морської води, яка використовується для нагрівання зрідженого газу на зазначеному вище терміналі та охолодження пару ТЕС. Завдяки комбінації цих циклів досягли економії капітальних інвестицій, при цьому відпрацьована вода повертається у море практично з тією ж температурою, яку мала при заборі.
Видача продукції відбувається по ЛЕП, що працює під напругою 400 кВ.